# Associazione Calcio Milan 1958-1959
Questa voce raccoglie le informazioni riguardanti l'Associazione Calcio Milan nelle competizioni ufficiali della stagione 1958-1959.

## Stagione

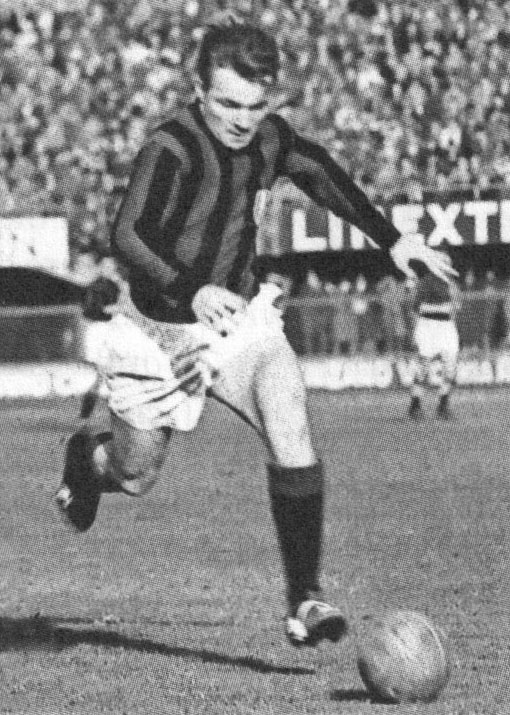
Il neoacquisto José Altafini, protagonista del 7º scudetto rossonero.

Nella stagione 1958-1959 la panchina rossonera è affidata a Luigi Bonizzoni, mentre Gipo Viani rimane al Milan in qualità di direttore tecnico. Il trevisano ricoprirà questo ruolo fino alla stagione 1964-1965. Partito Cucchiaroni, dal Palmeiras arriva l'attaccante José Altafini che si rende protagonista nella sua prima stagione segnando 28 reti, mentre Sandro Salvadore viene aggregato dalle giovanili. L'altro rinforzo per i rossoneri è il mediano Vincenzo Occhetta.
In campionato il club balza subito in testa, ma alla sesta giornata la sconfitta contro il Lanerossi Vicenza costa ai rossoneri il primo posto, ceduto alla Fiorentina. Due settimane dopo, il 16 novembre, i Diavoli espugnano al novantesimo minuto il campo dei campioni uscenti della Juventus al termine di una gara conclusa sul 4-5, e agganciano i viola in vetta. Le due squadre danno così vita a un duello che dura fino alla fine del girone d'andata concluso dal Milan in cima alla classifica. Il primato dei rossoneri dura poco poiché una settimana dopo le due contendenti sono nuovamente in testa a pari punti.

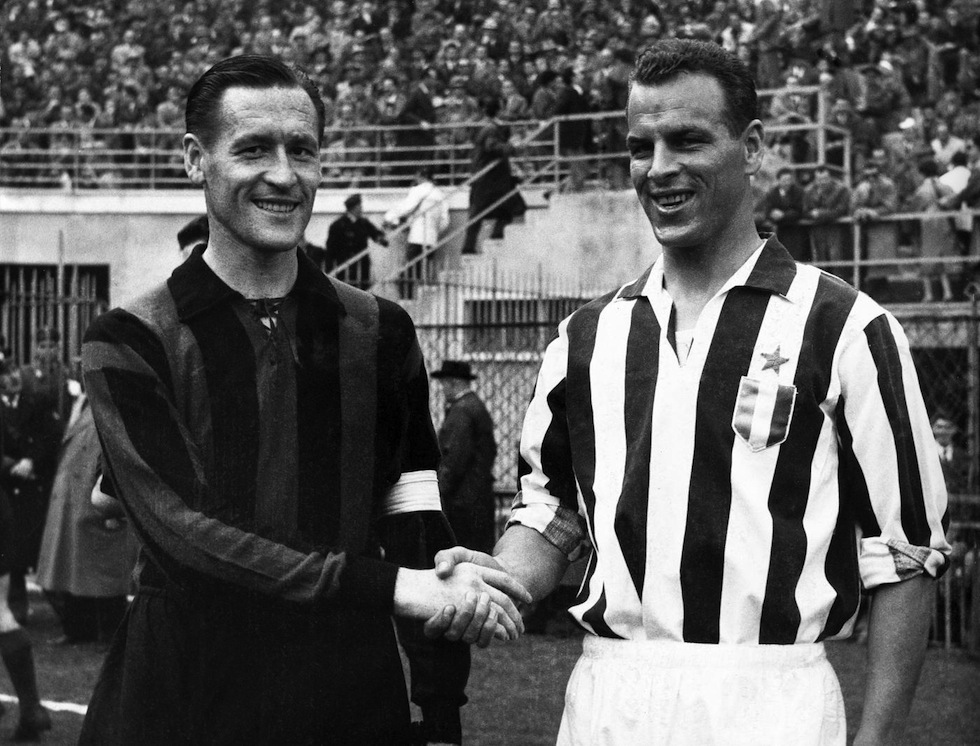
Il capitano rossonero Nils Liedholm saluta John Charles della Juventus, a cui i milanesi strapperanno lo scudetto a fine campionato, in occasione della sfida di San Siro del 29 marzo 1959.

Il girone di ritorno continua sulla falsariga del primo con Milan e Fiorentina che si contendono il primo posto: con la vittoria nello scontro diretto a Firenze, i rossoneri superano i viola, ma il pareggio interno contro la Spal, una settimana dopo, vanifica tutto. Per la svolta si deve aspettare ancora una settimana: il 26 aprile sempre la Spal espugna Firenze, mentre il Diavolo pareggia 3-3 contro il Torino ultimo in classifica. Durante la gara si scatena una rissa che spedisce in infermeria due giocatori rossoneri, ma il Giudice Sportivo non assegna la vittoria a tavolino al Milan che riesce comunque a mantenere il punto di vantaggio fino alla fine.
Battendo per 7-0 l'Udinese i rossoneri si laureano Campioni d'Italia con un turno d'anticipo distaccando la Fiorentina di 3 lunghezze: è il settimo titolo nazionale della storia rossonera, il quarto da quando è stato introdotto il girone unico.
In Coppa Italia il Milan viene eliminato per il secondo anno consecutivo dal Bologna, questa volta agli ottavi di finale.

## Divise
| Casa | Trasferta |

## Organigramma societario
Area direttiva
- Presidente: Andrea Rizzoli

Area tecnica
- Allenatore: Luigi Bonizzoni
- Direttore tecnico: Giuseppe Viani
- Preparatore atletico: Elliott Van Zandt

## Rosa
| N. |                      | Ruolo | Calciatore                     |
| -- | -------------------- | ----- | ------------------------------ |
|    | Italia (bandiera)    | P     | Lorenzo Buffon (vice capitano) |
|    | Italia (bandiera)    | P     | Bruno Ducati                   |
|    | Italia (bandiera)    | P     | Narciso Soldan                 |
|    | Italia (bandiera)    | D     | Cesare Maldini                 |
|    | Italia (bandiera)    | D     | Luigi Radice                   |
|    | Italia (bandiera)    | D     | Sandro Salvadore               |
|    | Italia (bandiera)    | D     | Mario Trebbi                   |
|    | Italia (bandiera)    | D     | Francesco Zagatti              |
|    | Italia (bandiera)    | C     | Giancarlo Bacci                |
|    | Italia (bandiera)    | C     | Eros Beraldo                   |
|    | Italia (bandiera)    | C     | Alfio Fontana                  |
|    | Argentina (bandiera) | C     | Ernesto Grillo                 |

| N. |                    | Ruolo | Calciatore               |
| -- | ------------------ | ----- | ------------------------ |
|    | Svezia (bandiera)  | C     | Nils Liedholm (capitano) |
|    | Italia (bandiera)  | C     | Giancarlo Migliavacca    |
|    | Italia (bandiera)  | C     | Vincenzo Occhetta        |
|    | Italia (bandiera)  | C     | Cesare Reina             |
|    | Uruguay (bandiera) | C     | Juan Alberto Schiaffino  |
|    | Brasile (bandiera) | A     | José Altafini            |
|    | Italia (bandiera)  | A     | Gastone Bean             |
|    | Italia (bandiera)  | A     | Giancarlo Danova         |
|    | Italia (bandiera)  | A     | Paolo Ferrario           |
|    | Italia (bandiera)  | A     | Carlo Galli              |
|    | Italia (bandiera)  | A     | Vittorino Mantovani      |

## Calciomercato
| Acquisti | Acquisti            | Acquisti          | Acquisti |
| R.       | Nome                | da                | Modalità |
| -------- | ------------------- | ----------------- | -------- |
| A        | José Altafini       | Palmeiras         | -        |
| C        | Vittorino Mantovani | Treviso           | -        |
| D        | Vincenzo Occhetta   | Marzotto Valdagno | -        |

| Cessioni | Cessioni            | Cessioni  | Cessioni |
| R.       | Nome                | a         | Modalità |
| -------- | ------------------- | --------- | -------- |
| A        | Dario Baruffi       | Verona    | -        |
| D        | Giancarlo Beltrami  | Verona    | -        |
| D        | Mario Bergamaschi   | Sampdoria | -        |
| C        | Per Bredesen        | Bari      | -        |
| D        | Roberto Corradi     | Treviso   | -        |
| A        | Ernesto Cucchiaroni | Sampdoria | -        |
| D        | Eros Fassetta       | Verona    | -        |
| D        | Franco Landri       | Forlì     | -        |
| A        | Luciano Magistrelli | Treviso   | -        |
| A        | Amos Mariani        | Padova    | -        |
| A        | Pietro Testa        | Forlì     | -        |
| C        | Luigi Zannier       | Padova    | -        |

## Risultati

### Serie A

#### Girone d'andata
| Arbitro: | Marangio (Roma) |

|                       |           |  |
| Galli 36’ (rig.), 89’ | Marcatori |  |

| Arbitro: | Liverani (Torino) |

|  |           |            |
|  | Marcatori | 14’ Danova |

| Arbitro: | Marchese (Napoli) |

|                                              |           |                       |
| Altafini 49’ Mupo 51’ (aut.) Danova 61’, 87’ | Marcatori | 39’ Mazzoni 58’ Conti |

| Genova 12 ottobre 1958 4ª giornata | Sampdoria       | 0 – 0 (0 – 0) referto | Milan | Marassi (30 000 spett.)\| Arbitro: \| Rigato (Mestre) \| |
| Arbitro:                           | Rigato (Mestre) |                       |       |                                                          |

| Arbitro: | De Robbio (Torre Annunziata) |

|                                                 |           |            |
| Schiaffino 1’ Danova 15’, 21’ Altafini 20’, 88’ | Marcatori | 69’ Oldani |

| Arbitro: | Bonetto (Torino) |

|                          |           |  |
| Cappellaro 28’ Menti 30’ | Marcatori |  |

| Arbitro: | Marchese (Napoli) |

|             |           |               |
| Altafini 9’ | Marcatori | 67’ Angelillo |

| Arbitro: | Jonni (Macerata) |

|                                                  |           |                                             |
| Boniperti 39’ Corradi 62’ Charles 73’ Sívori 81’ | Marcatori | 24’, 90’ Grillo 30’ Galli 33’, 66’ Altafini |

| Arbitro: | Marchese (Napoli) |

|               |           |              |
| Selmosson 68’ | Marcatori | 63’ Altafini |

| Arbitro: | Lo Bello (Siracusa) |

|                         |           |  |
| Danova 47’ Altafini 82’ | Marcatori |  |

| Arbitro: | Rigato (Mestre) |

|              |           |              |
| Broccini 10’ | Marcatori | 57’ Altafini |

| Arbitro: | De Marchi (Pordenone) |

|                                                       |           |             |
| Altafini 5’, 67’, 74’ Cancian 63’ (aut.) Occhetta 88’ | Marcatori | 83’ Virgili |

| Arbitro: | Bonetto (Torino) |

|                                              |           |  |
| Altafini 16’, 56’ Danova 27’, 74’ Grillo 90’ | Marcatori |  |

| Arbitro: | Lo Bello (Siracusa) |

|  |           |                        |
|  | Marcatori | 57’ Bacci 63’ Altafini |

| Arbitro: | Annoscia (Bari) |

|                                |           |          |
| Galli 20’, 25’, 65’ Danova 74’ | Marcatori | 57’ Moro |

| Arbitro: | Marchese (Napoli) |

|                              |           |                      |
| Bettini 36’ Sentimenti V 82’ | Marcatori | 35’ Bacci 57’ Grillo |

| Arbitro: | Bonetto (Torino) |

|                                                   |           |                                      |
| Schiaffino 19’ Grillo 46’ Altafini 49’ Danova 72’ | Marcatori | 16’ Fogli 27’ Pascutti 56’ Pivatelli |

#### Girone di ritorno
| Arbitro: | Lo Bello (Siracusa) |

|                               |           |                       |
| Tortul 11’ Maldini 25’ (aut.) | Marcatori | 16’ Danova 83’ Grillo |

| Arbitro: | Orlandini (Roma) |

|                                                      |           |                     |
| Grillo 9’, 50’ Altafini 12’, 19’ Bean 52’ Danova 65’ | Marcatori | 58’ (aut.) Liedholm |

| Arbitro: | Jonni (Macerata) |

|  |           |                        |
|  | Marcatori | 35’ Altafini 44’ Galli |

| Arbitro: | Adami (Roma) |

|                                  |           |            |
| Bacci 20’, 71’, 81’ Altafini 69’ | Marcatori | 31’ Milani |

| Arbitro: | Rigato (Milano) |

|            |           |                   |
| Tacchi 12’ | Marcatori | 52’, 74’ Altafini |

| Milano 15 marzo 1959 23ª giornata | Milan               | 0 – 0 (0 – 0) referto | Lanerossi Vicenza | San Siro (23 000 spett.)\| Arbitro: \| Gambarotta (Genova) \| |
| Arbitro:                          | Gambarotta (Genova) |                       |                   |                                                               |

| Arbitro: | Lo Bello (Siracusa) |

|             |           |  |
| Firmani 36’ | Marcatori |  |

| Arbitro: | Jonni (Macerata) |

|              |           |               |
| Altafini 47’ | Marcatori | 73’ Boniperti |

| Arbitro: | Annoscia (Bari) |

|                                        |           |                   |
| Galli 12’ Altafini 30’, 42’ Grillo 44’ | Marcatori | 86’ (rig.) Zaglio |

| Arbitro: | Orlandini (Roma) |

|            |           |                                           |
| Hamrin 41’ | Marcatori | 9’ (aut.) Robotti 17’ Altafini 80’ Danova |

| Milano 19 aprile 1959 28ª giornata | Milan            | 0 – 0 (0 – 0) referto | SPAL | San Siro (25 000 spett.)\| Arbitro: \| Jonni (Macerata) \| |
| Arbitro:                           | Jonni (Macerata) |                       |      |                                                            |

| Arbitro: | Groppi |

|                                  |           |                                                   |
| Crippa 10’ Marchi 40’ Ganzer 92’ | Marcatori | 4’ (aut.) Armano 51’ (rig.) Liedholm 78’ Altafini |

| Torino 17 maggio 1959 30ª giornata | Lazio            | 0 – 0 (0 – 0) referto | Milan | Olimpico (35 000 spett.)\| Arbitro: \| Bonetto (Torino) \| |
| Arbitro:                           | Bonetto (Torino) |                       |       |                                                            |

| Arbitro: | Annoscia (Bari) |

|                                               |           |  |
| Occhetta 26’ Bean 65’ Altafini 67’ Danova 86’ | Marcatori |  |

| Arbitro: | Moriconi (Roma) |

|  |           |                 |
|  | Marcatori | 54’ (aut.) Moro |

| Arbitro: | Lo Bello (Siracusa) |

|                                                         |           |  |
| Bean 5’, 73’ Galli 19’, 20’, 61’ Danova 36’ Fontana 64’ | Marcatori |  |

| Arbitro: | Orlandini (Roma) |

|             |           |            |
| Bonafin 79’ | Marcatori | 46’ Danova |

### Coppa Italia
Nell'annata 1958-1959 furono disputate due diverse edizioni della Coppa Italia, che venne reintrodotta dalla FIGC dopo 15 anni. La Coppa Italia 1958 ebbe inizio prima che cominciasse la Serie A 1958-1959, mentre la Coppa Italia 1958-1959 venne organizzata durante il campionato. Questo fu dovuto alla volontà dell'UEFA di introdurre una nuova competizione europea a cui avrebbero dovuto partecipare le vincitrici delle coppe nazionali: la Coppa delle Coppe. Le prime partite della Coppa Italia 1958 fanno quindi parte della stagione sportiva 1957-1958.

#### Coppa Italia 1958
| Arbitro: | Bonetto (Torino) |

|                         |           |                                     |
| Altafini 40’ Danova 56’ | Marcatori | 24’ Vukas 48’, 81’ Perani 67’ Fogli |

| Arbitro: | Angelini (Firenze) |

|                                                                         |           |           |
| Danova 5’, 41’ Grillo 19’ Altafini 32’, 38’, 61’ Occhetta 43’ Galli 56’ | Marcatori | 53’ Luosi |

| Arbitro: | De Magistris (Torino) |

|  |           |          |
|  | Marcatori | 55’ Mora |

#### Coppa Italia 1958-1959
| Arbitro: | Marchese (Napoli) |

|                                      |           |                                  |
| Pascutti 32’ Bonafin 62’ Maschio 89’ | Marcatori | 22’ (rig.) Liedholm 72’ Occhetta |

### Coppa dell'Amicizia
| Arbitro: | Bonetto (Torino) |

|                          |           |                             |
| Foix 30’ Faivre 70’, 75’ | Marcatori | 3’, 89’ Danova 19’ Ferrario |

## Statistiche

### Statistiche di squadra
| Competizione                             | Punti            | In casa | In casa | In casa | In casa | In casa | In casa | In trasferta | In trasferta | In trasferta | In trasferta | In trasferta | In trasferta | Totale | Totale | Totale | Totale | Totale | Totale | DR  |
| Competizione                             | Punti            | G       | V       | N       | P       | Gf      | Gs      | G            | V            | N            | P            | Gf           | Gs           | G      | V      | N      | P      | Gf     | Gs     | DR  |
| ---------------------------------------- | ---------------- | ------- | ------- | ------- | ------- | ------- | ------- | ------------ | ------------ | ------------ | ------------ | ------------ | ------------ | ------ | ------ | ------ | ------ | ------ | ------ | --- |
| Serie A                                  | 52               | 17      | 13      | 4       | 0       | 58      | 13      | 17           | 7            | 8            | 2            | 26           | 19           | 34     | 20     | 8      | 2      | 84     | 32     | +52 |
| Coppa Italia 1958 Coppa Italia 1958-1959 | ottavi di finale | 3       | 1       | 0       | 2       | 10      | 6       | 1            | 0            | 0            | 1            | 2            | 3            | 4      | 1      | 0      | 3      | 12     | 9      | +3  |
| Coppa dell'Amicizia                      | -                | -       | -       | -       | -       | -       | -       | 1            | 0            | 1            | 0            | 3            | 3            | 1      | 0      | 1      | 0      | 3      | 3      | 0   |
| Totale                                   | -                | 20      | 14      | 4       | 2       | 68      | 19      | 19           | 7            | 9            | 3            | 31           | 25           | 39     | 21     | 9      | 5      | 99     | 44     | +55 |

### Statistiche dei giocatori
| Giocatore        | Serie A  | Serie A | Coppa Italia | Coppa Italia | Coppa dell'Amicizia | Coppa dell'Amicizia | Totale   | Totale |
| Giocatore        | Presenze | Reti    | Presenze     | Reti         | Presenze            | Reti                | Presenze | Reti   |
| ---------------- | -------- | ------- | ------------ | ------------ | ------------------- | ------------------- | -------- | ------ |
| J. Altafini      | 32       | 28      | 4            | 4            | 1                   | 0                   | 37       | 32     |
| G. Bacci         | 11       | 5       | 1            | 0            | 0                   | 0                   | 12       | 5      |
| G. Bean          | 19       | 4       | 1            | 0            | 0                   | 0                   | 20       | 4      |
| E. Beraldo       | 1        | 0       | 2            | 0            | 1                   | 0                   | 4        | 0      |
| L. Buffon        | 25       | -21     | 1            | 0            | 0                   | 0                   | 26       | -21    |
| G. Danova        | 30       | 16      | 4            | 3            | 1                   | 2                   | 35       | 21     |
| B. Ducati        | 1        | -1      | 0            | 0            | 0                   | 0                   | 1        | -1     |
| P. Ferrario      | 0        | 0       | 2            | 0            | 1                   | 1                   | 3        | 1      |
| A. Fontana       | 34       | 1       | 3            | 0            | 1                   | 0                   | 38       | 1      |
| C. Galli         | 30       | 11      | 1            | 1            | 0                   | 0                   | 31       | 12     |
| E. Grillo        | 27       | 9       | 3            | 1            | 0                   | 0                   | 30       | 10     |
| N. Liedholm      | 30       | 1       | 2            | 1            | 0                   | 0                   | 32       | 2      |
| C. Maldini       | 34       | 0       | 3            | 0            | 1                   | 0                   | 38       | 0      |
| V. Mantovani     | 0        | 0       | 1            | 0            | 0                   | 0                   | 1        | 0      |
| G. Migliavacca   | 2        | 0       | 1            | 0            | 0                   | 0                   | 3        | 0      |
| V. Occhetta      | 25       | 2       | 3            | 2            | 1                   | 0                   | 29       | 4      |
| L. Radice        | 2        | 0       | 2            | 0            | 1                   | 0                   | 5        | 0      |
| C. Reina         | 0        | 0       | 1            | 0            | 0                   | 0                   | 1        | 0      |
| S. Salvadore     | 3        | 0       | 2            | 0            | 0                   | 0                   | 5        | 0      |
| J. A. Schiaffino | 27       | 2       | 2            | 0            | 0                   | 0                   | 29       | 2      |
| N. Soldan        | 8        | -10     | 1            | -3           | 1                   | -3                  | 10       | -16    |
| M. Trebbi        | 0        | 0       | 1            | 0            | 1                   | 0                   | 2        | 0      |
| F. Zagatti       | 33       | 0       | 2            | 0            | 1                   | 0                   | 36       | 0      |